# Kadin Jelovac
Kadin Jelovac je naselje v občini Kozarska Dubica, Bosna in Hercegovina. 

## Deli naselja
Čenagdžije, Drvenice, Gavrilovići, Kadin Jelovac, Konjevići, Marići, Mrnjevci, Šukunde, Vlajsevići in Vučenovići. 

## Prebivalstvo
| Pregled števila prebivalcev po letih | Pregled števila prebivalcev po letih | Pregled števila prebivalcev po letih | Pregled števila prebivalcev po letih | Pregled števila prebivalcev po letih | Pregled števila prebivalcev po letih |
| ------------------------------------ | ------------------------------------ | ------------------------------------ | ------------------------------------ | ------------------------------------ | ------------------------------------ |
| 1948                                 | 1953                                 | 1961                                 | 1971                                 | 1981                                 | 1991                                 |
| -                                    | -                                    | -                                    | 497                                  | 483                                  | 391                                  |

| Narodna sestava prebivalstva po letih                                                                                      | Narodna sestava prebivalstva po letih                                                                                       | Narodna sestava prebivalstva po letih                                                                                       |
| --- | --- | --- |
| 1971 | 1981 | 1991 |
| . skupaj: 497 Srbi 494 (99,39 %) Hrvati 2 (0,40 %) Muslimani 0 (0,00 %) Jugoslovani 0 (0,00 %) drugi in neznano 1 (0,20 %) | . skupaj: 483 Srbi 458 (94,82 %) Hrvati 1 (0,20 %) Muslimani 0 (0,00 %) Jugoslovani 24 (4,96 %) drugi in neznano 0 (0,00 %) | . skupaj: 391 Srbi 367 (93,86 %) Hrvati 0 (0,00 %) Muslimani 0 (0,00 %) Jugoslovani 22 (5,62 %) drugi in neznano 2 (0,51 %) |